# キモチいい恋したい!
『キモチいい恋したい!』（キモチいいこいしたい）は、1990年7月2日 - 9月24日にフジテレビ系列で21:00 - 21:54（JST）に放送されたテレビドラマ。 全13話。

## ストーリー
旅行代理店に勤めるオヤジギャルの香菜・えり・ユキが、同じ会社の隆・耕平・祐司と、恋や仕事に火花を散らすコメディー。

## キャスト
- 谷本香菜：安田成美
- 主人公でソバージュの女性。隆とはよく衝突していたが、周囲の人々（特に里江子）に触発され…隆に接近する。
- 松木隆：吉田栄作
- 準主人公。英語はあまり得意ではないので、窓口か（インバウンドを除く）国内が担当。香菜とは衝突するが、カルマス王子の言動に導かれる形で香菜にプロポーズをする。
- 工藤えり：田中美奈子
- 香菜と共に金持ち男性神話に依存しがち。三人で最も上昇志向のある祐司に接近する。
- 酒井ユキ：森尾由美
- 隆に興味を持っていたが、（隆と香菜の様子を見て）隆を香菜に譲り、自らは耕平と結婚。
- 浜田耕平：嶋大輔
- 隆、祐司とのトリオで調整役かつムードメーカー。
- 篠崎祐司：団優太
- 三人男の中では、一番出世欲があり、えりと一緒になる。
- 佐久間ゆみえ：杉本彩
- 松木奈摘：諸岡菜穂子
- 新谷かおり：吉野マリ
- 守屋ユミ：美村未紀
- 河村りえ：水沢螢
- かおり、ユミ、りえの若手3人は香菜たちをおばさん扱いするが、香菜に「あんたたちももうすぐおばさん」と言い返される。
- カルマス皇太子：カルロス・トシキ
- 香菜のことが好きで、隆の前でそれを告白するが…それが結果的に隆と香菜を接近させることになった。
- 堤英二：宇都宮隆
- 隆の上司。出会った当初、隆と喧嘩してしまったことから、隆を疎ましく思っている。
- 高木和雄：稲川淳二
- 秋山達彦：草刈正雄
- 大槻正吉：大槻ケンヂ
- 秋山みく：宝田絢子
- 里江子：秋本奈緒美
- 香菜に対して「隆のことが好きなのよね。」とあおったうえで、「私も隆が好きだ」と恋敵宣言をする。
- 浩治：北村康
- カマダス侍従：長江英和
- カルマス王子に従う。
- クリス：エミィ
- 真理子：高倉美貴
- ヘアーサロン店長：新兵衛
- 青木和代
- 英会話教室の先生：ケント・ギルバート
- 隆が英語能力を何とかしようと通っている教室で、隆に英会話を教えている。
- 山崎満

## 備考
- 全12話の予定だったが、1話延長となった。
- 当初、主演は浅香唯にオファーしていたが、浅香が歌に専念したいとの理由で断ったため、急遽安田が代役に選出された。なお、主題歌は浅香のレコード会社後輩PINK SAPPHIREが起用された。
- 本作は北村一輝のデビュー作でもある。

## 主題歌
- 『P.S. I LOVE YOU』PINK SAPPHIRE（ハミングバードレコード）
  - PINK SHAPPHIREのデビュー曲でもあり、最大のヒット曲となった。

## スタッフ
- 脚本：中山乃莉子、瀧川晃代、尾西兼一、信本敬子
- 音楽：藤村春水
- 企画：清水賢治（フジテレビ）、宅間秋史（フジテレビ）
- プロデュース：阿部祐三
- 技術：田中文夫
- カメラ：小川信明
- 照明：竹内留吉
- 音声：松葉直浩
- 編集：新井孝夫
- OP編集：本間研次（エス・シー・ティー）
- 選曲：辻田昇司
- 音響効果：下城義行
- 美術デザイン：小泉章一
- 美術制作：佐藤 浩
- 美術進行：川村裕一、鶴田由起夫
- 装置：宮本昌和
- 装飾：柴田大雅
- 持道具：鈴木 聡
- 衣裳：森脇 茂
- メイク：倉本〆子（ストロベリー・キッズ）
- スタイリスト：市原みちよ（I・C・A）
- 協力：東通、渋谷ビデオスタジオ
- 広報：石田卓子（フジテレビ）
- 制作進行：鈴木和晶
- 記録：舘野弘子
- 演出補：阿部雄一
- プロデューサー補：飯塚正彦
- 演出：楠田泰之、斎藤郁宏、赤羽博、柴崎正
- 制作：フジテレビ、AVEC

## サブタイトル
| 各話                                                       | 放送日        | サブタイトル                   | 視聴率 |
| ---------------------------------------------------------- | ------------- | ------------------------------ | ------ |
| 第1話                                                      | 1990年7月2日  | 目標！医者・弁護士ヤンエグ !   | 16.9%  |
| 第2話                                                      | 1990年7月9日  | 愛とお金はセットなの ! ?       | 17.4%  |
| 第3話                                                      | 1990年7月16日 | 男は目的別に使い分けなきゃ ! ? | 16.5%  |
| 第4話                                                      | 1990年7月23日 | 私のカレを捕らないで !         | 17.6%  |
| 第5話                                                      | 1990年7月30日 | 究極の玉の輿！王子東京へ来る   | 18.6%  |
| 第6話                                                      | 1990年8月6日  | 男ならサッサと寝とりなさい！   | 19.3%  |
| 第7話                                                      | 1990年8月13日 | どうしてこんな男と寝てるのヨ   | 15.9%  |
| 第8話                                                      | 1990年8月20日 | キスぐらいしてみなさいヨ！     | 19.3%  |
| 第9話                                                      | 1990年8月27日 | あなたとは結婚できません !     | 17.7%  |
| 第10話                                                     | 1990年9月3日  | 浮気相手は危険な美人サギ師 !   | 16.3%  |
| 第11話                                                     | 1990年9月10日 | さよならは言わないで！         | 19.3%  |
| 第12話                                                     | 1990年9月17日 | もう離れたくない               | 20.6%  |
| 最終話                                                     | 1990年9月24日 | 最終回スペシャル そして1年後…  | 23.1%  |
| 平均視聴率 18.3%（視聴率は関東地区・ビデオリサーチ社調べ） |               |                                |        |